# Иълдъз Кьошк
Дворецът Йълдъз (на турски: Yıldız Sarayı) е комплекс от бивши имперски османски вили и павилиони (кьошкове) в Истанбул, Турция, построен през XIX и началото на XX век. Използван е като резиденция от султана и неговия двор в края на XIX век, а понастоящем е президентска резиденция.